# السير جاغاتجيت سينغ
العقيد السير ماهاراجا جاغاتجيت سينغ صاحب بهادور (بالإنجليزية: Sir Jagatjit Singh Sahib Bahadur، بالبنجابية (كرمكهي): ਜਗਤਜੀਤ ਸਿੰਘ ਬਹਾਦੁਰ، بالفرنسية: Jagatjit Singh) (24 نوفمبر 1872 - 19 يونيو 1949): كان آخر مهراجا حاكم لولاية كابورتهالا الأميرية خلال الحكم البريطاني في الهند، من 1877 حتى وفاته في 1949. اعتلى عرش ولاية كابورتهالا في 16 أكتوبر 1877 وتولى سلطات الحكم كاملة في 24 نوفمبر 1890، كما انغمس في السفر حول العالم، وكان محبًا للثقافة الفرنسية.